# Società Sportiva Lazio 1990-1991
Questa voce raccoglie le informazioni riguardanti la Società Sportiva Lazio nelle competizioni ufficiali della stagione 1990-1991.

## Stagione
La Lazio si è classificata all'undicesimo posto nella Serie A 1990-1991. In questa stagione sono arrivati Dino Zoff come allenatore e il tedesco Karl-Heinz Riedle come centravanti.
In Coppa Italia la squadra laziale è entrata in gioco dal secondo turno eliminatorio, ma è stata subito eliminata dal Modena.

## Divise e sponsor
Anche per la stagione 1990-1991 la Lazio conferma Umbro come sponsor tecnico e Cassa di Risparmio di Roma come sponsor ufficiale.

## Organigramma societario
Area direttiva
- Proprietario: Giorgio Calleri[1]
- Presidente: Gianmarco Calleri
- Vice Presidente: Giorgio Calleri[1]
- Segretaria: Gabriella Grassi

Area tecnica
- Direttore sportivo: Carlo Regalia
- Allenatore: Dino Zoff
- Allenatore in seconda: Giancarlo Oddi

Area sanitaria
- Medico sociale: Claudio Bartolini
- Preparatore atletico: Roberto Ferola
- Massaggiatori: Doriano Ruggiero

## Rosa
| N. |                   | Ruolo | Calciatore              |
| -- | ----------------- | ----- | ----------------------- |
|    | Italia (bandiera) | P     | Valerio Fiori           |
|    | Italia (bandiera) | P     | Fernando Orsi           |
|    | Italia (bandiera) | D     | Roberto Bacci           |
|    | Italia (bandiera) | D     | Cristiano Bergodi       |
|    | Italia (bandiera) | D     | Angelo Gregucci         |
|    | Italia (bandiera) | D     | Davide Lampugnani       |
|    | Italia (bandiera) | D     | Massimiliano Nardecchia |
|    | Italia (bandiera) | D     | Raffaele Sergio         |
|    | Italia (bandiera) | D     | Roberto Soldà           |
|    | Italia (bandiera) | D     | Claudio Vertova         |
|    | Italia (bandiera) | C     | Sergio Domini           |

| N. |                      | Ruolo | Calciatore         |
| -- | -------------------- | ----- | ------------------ |
|    | Italia (bandiera)    | C     | Andrea Icardi      |
|    | Italia (bandiera)    | C     | Franco Marchegiani |
|    | Italia (bandiera)    | C     | Davide Olivares    |
|    | Italia (bandiera)    | C     | Gabriele Pin       |
|    | Italia (bandiera)    | C     | Claudio Sclosa     |
|    | Argentina (bandiera) | C     | Pedro Troglio      |
|    | Italia (bandiera)    | A     | Alessandro Bertoni |
|    | Italia (bandiera)    | A     | Armando Madonna    |
|    | Germania (bandiera)  | A     | Karl-Heinz Riedle  |
|    | Italia (bandiera)    | A     | Giampaolo Saurini  |
|    | Uruguay (bandiera)   | A     | Rubén Sosa         |

## Calciomercato

### Sessione estiva
| Acquisti | Acquisti          | Acquisti     | Acquisti      |
| R.       | Nome              | da           | Modalità      |
| -------- | ----------------- | ------------ | ------------- |
| D        | Roberto Bacci     | Mantova      | definitivo    |
| D        | Davide Lampugnani | Mantova      | definitivo    |
| C        | Oberdan Biagioni  | Monopoli     | fine prestito |
| C        | Sergio Domini     | Cesena       | definitivo    |
| A        | Armando Madonna   | Atalanta     | definitivo    |
| A        | Karl-Heinz Riedle | Werder Brema | definitivo    |
| A        | Giampaolo Saurini | Lodigiani    | fine prestito |

| Cessioni | Cessioni           | Cessioni | Cessioni   |
| R.       | Nome               | a        | Modalità   |
| -------- | ------------------ | -------- | ---------- |
| D        | Paolo Beruatto     | Mantova  | definitivo |
| D        | Marco Monti        | Atalanta | definitivo |
| D        | Massimo Piscedda   | Avellino | definitivo |
| C        | Oberdan Biagioni   | Cosenza  | definitivo |
| C        | Alessandro Manetti | Mantova  | prestito   |
| A        | Amarildo           | Cesena   | definitivo |
| A        | Paolo Di Canio     | Juventus | definitivo |

### Sessione autunnale
| Acquisti | Acquisti        | Acquisti | Acquisti   |
| R.       | Nome            | da       | Modalità   |
| -------- | --------------- | -------- | ---------- |
| D        | Claudio Vertova | Atalanta | definitivo |

| Cessioni | Cessioni                | Cessioni         | Cessioni   |
| R.       | Nome                    | a                | Modalità   |
| -------- | ----------------------- | ---------------- | ---------- |
| D        | Massimiliano Nardecchia | Mantova          | definitivo |
| C        | Andrea Icardi           | Verona           | definitivo |
| C        | Davide Olivares         | Virescit Bergamo | definitivo |

## Risultati

### Serie A

#### Girone di andata
| Torino 9 settembre 1990 1ª giornata | Torino          | 0 – 0 referto | Lazio | Stadio Delle Alpi (36 250 spett.)\| Arbitro: \| Magni (Bergamo) \| |
| Arbitro:                            | Magni (Bergamo) |               |       |                                                                    |

| Roma 16 settembre 1990 2ª giornata | Lazio               | 0 – 0 referto | Parma | Stadio Olimpico (34 031 spett.)\| Arbitro: \| Ceccarini (Livorno) \| |
| Arbitro:                           | Ceccarini (Livorno) |               |       |                                                                      |

| Arbitro: | Boggi (Salerno) |

|              |           |  |
| Pasculli 25’ | Marcatori |  |

| Arbitro: | Pairetto (Nichelino) |

|            |           |           |
| Riedle 54’ | Marcatori | 89’ Evani |

| Arbitro: | Trentalange (Torino) |

|                                |           |                  |
| Madonna 9’ Riedle 50’ Sosa 88’ | Marcatori | 87’ (rig.) Iliev |

| Torino 21 ottobre 1990 6ª giornata | Juventus         | 0 – 0 referto | Lazio | Stadio Delle Alpi (40 284 spett.)\| Arbitro: \| D'Elia (Salerno) \| |
| Arbitro:                           | D'Elia (Salerno) |               |       |                                                                     |

| Arbitro: | Bruni (Arezzo) |

|          |           |               |
| Sosa 45’ | Marcatori | 26’ Răducioiu |

| Arbitro: | Luci (Firenze) |

|  |           |                  |
|  | Marcatori | 61’ (aut.) Festa |

| Arbitro: | Quartuccio (Torre Annunziata) |

|                       |           |                            |
| Riedle 1’ Saurini 82’ | Marcatori | 14’ Pasciullo 41’ Nicolini |

| Arbitro: | Ceccarini (Livorno) |

|            |           |              |
| Ciocci 34’ | Marcatori | 63’ Gregucci |

| Arbitro: | Lo Bello (Siracusa) |

|          |           |                   |
| Sosa 55’ | Marcatori | 45’ (rig.) Völler |

| Arbitro: | Mughetti (Cesena) |

|                   |           |             |
| Riedle 44’ (rig.) | Marcatori | 50’ Ruotolo |

| Arbitro: | Sguizzato (Verona) |

|                          |           |          |
| Careca 6’ Incocciati 22’ | Marcatori | 17’ Sosa |

| Roma 30 dicembre 1990 14ª giornata | Lazio            | 0 – 0 referto | Pisa | Stadio Olimpico (30 459 spett.)\| Arbitro: \| Cornieti (Forlì) \| |
| Arbitro:                           | Cornieti (Forlì) |               |      |                                                                   |

| Arbitro: | Pairetto (Nichelino) |

|                    |           |          |
| Bergodi 45’ (aut.) | Marcatori | 17’ Sosa |

| Roma 13 gennaio 1991 16ª giornata | Lazio            | 0 – 0 referto | Inter | Stadio Olimpico (52 997 spett.)\| Arbitro: \| Lanese (Messina) \| |
| Arbitro:                          | Lanese (Messina) |               |       |                                                                   |

| Arbitro: | Beschin (Legnago) |

|            |           |          |
| Vialli 51’ | Marcatori | 85’ Sosa |

#### Girone di ritorno
| Arbitro: | Amendolia (Messina) |

|              |           |             |
| Pin 45’, 69’ | Marcatori | 89’ Lentini |

| Parma 3 febbraio 1991 19ª giornata | Parma                       | 0 – 0 referto | Lazio | Stadio Ennio Tardini (17 819 spett.)\| Arbitro: \| Cinciripini (Ascoli Piceno) \| |
| Arbitro:                           | Cinciripini (Ascoli Piceno) |               |       |                                                                                   |

| Arbitro: | Dal Forno (Ivrea) |

|                                 |           |  |
| Morello 35’ (aut.) Gregucci 37’ | Marcatori |  |

| Arbitro: | Stafoggia (Pesaro) |

|                                       |           |             |
| van Basten 44’ Gullit 46’ Massaro 51’ | Marcatori | 62’ Troglio |

| Arbitro: | Baldas (Trieste) |

|                |           |                     |
| Türkyılmaz 85’ | Marcatori | 22’ Riedle 78’ Sosa |

| Arbitro: | Sguizzato (Verona) |

|            |           |  |
| Riedle 35’ | Marcatori |  |

| Bari 10 marzo 1991 24ª giornata | Bari            | 0 – 0 referto | Lazio | Stadio San Nicola (25 906 spett.)\| Arbitro: \| Magni (Bergamo) \| |
| Arbitro:                        | Magni (Bergamo) |               |       |                                                                    |

| Arbitro: | Ceccarini (Livorno) |

|                 |           |             |
| Sosa 48’ (rig.) | Marcatori | 89’ Herrera |

| Arbitro: | Stafoggia (Pesaro) |

|                                                               |           |            |
| Bonacina 27’ Evair 32’ (rig.) Perrone 81’ Caniggia 86’ (rig.) | Marcatori | 44’ Riedle |

| Arbitro: | Dal Forno (Ivrea) |

|                   |           |           |
| Nobile 40’ (aut.) | Marcatori | 80’ Leoni |

| Arbitro: | Pairetto (Nichelino) |

|                   |           |          |
| Völler 53’ (rig.) | Marcatori | 80’ Sosa |

| Arbitro: | Boemo (Cervignano del Friuli) |

|                                  |           |             |
| Skuhravý 40’, 83’ Bortolazzi 69’ | Marcatori | 79’ Madonna |

| Arbitro: | Lo Bello (Siracusa) |

|  |           |                     |
|  | Marcatori | 54’ Alemão 86’ Zola |

| Arbitro: | Lanese (Messina) |

|  |           |          |
|  | Marcatori | 70’ Sosa |

| Arbitro: | Fucci (Salerno) |

|                     |           |            |
| Riedle 29’ Sosa 85’ | Marcatori | 6’ Orlando |

| Arbitro: | Cornieti (Forlì) |

|                              |           |  |
| Battistini 58’ Klinsmann 82’ | Marcatori |  |

| Arbitro: | Chiesa (Milano) |

|                                  |           |                                        |
| F. Marchegiani 1’, 71’ Riedle 9’ | Marcatori | 22’ Vierchowod 38’ (rig.), 49’ Mancini |

### Coppa Italia

#### Secondo turno
| Modena 5 settembre 1990 Andata | Modena          | 0 – 0 | Lazio | Stadio Alberto Braglia\| Arbitro: \| Nicchi (Arezzo) \| |
| Arbitro:                       | Nicchi (Arezzo) |       |       |                                                         |

| Arbitro: | Luci (Firenze) |

|          |           |                                        |
| Sosa 40’ | Marcatori | 2’ Bonaldi 59’ Brogi 65’ (aut.) Sergio |

## Statistiche

### Statistiche di squadra
| Competizione | Punti | In casa | In casa | In casa | In casa | In casa | In casa | In trasferta | In trasferta | In trasferta | In trasferta | In trasferta | In trasferta | Totale | Totale | Totale | Totale | Totale | Totale | DR |
| Competizione | Punti | G       | V       | N       | P       | Gf      | Gs      | G            | V            | N            | P            | Gf           | Gs           | G      | V      | N      | P      | Gf     | Gs     | DR |
| ------------ | ----- | ------- | ------- | ------- | ------- | ------- | ------- | ------------ | ------------ | ------------ | ------------ | ------------ | ------------ | ------ | ------ | ------ | ------ | ------ | ------ | -- |
| Serie A      | 35    | 17      | 5       | 11      | 1       | 21      | 16      | 17           | 3            | 8            | 6            | 12           | 20           | 34     | 8      | 19     | 7      | 33     | 36     | -3 |
| Coppa Italia |       | 1       | 0       | 0       | 1       | 1       | 3       | 1            | 0            | 1            | 0            | 0            | 0            | 2      | 0      | 1      | 1      | 1      | 3      | -2 |
| Totale       |       | 18      | 5       | 11      | 2       | 22      | 19      | 18           | 3            | 9            | 6            | 12           | 20           | 36     | 8      | 20     | 8      | 34     | 39     | -5 |

### Statistiche dei giocatori
Nel conteggio delle reti realizzate si aggiungano tre autoreti a favore in campionato.
| Giocatore      | Serie A  | Serie A | Coppa Italia | Coppa Italia | Totale   | Totale |
| Giocatore      | Presenze | Reti    | Presenze     | Reti         | Presenze | Reti   |
| -------------- | -------- | ------- | ------------ | ------------ | -------- | ------ |
| R. Bacci       | 20       | 0       | 2            | 0            | 22       | 0      |
| C. Bergodi     | 33       | 0       | 1            | 0            | 34       | 0      |
| A. Bertoni     | 8        | 0       | 1            | 0            | 9        | 0      |
| S. Domini      | 21       | 0       | 1            | 0            | 22       | 0      |
| V. Fiori       | 34       | -36     | 2            | -3           | 36       | -39    |
| A. Gregucci    | 31       | 2       | 2            | 0            | 33       | 2      |
| A. Icardi      | -        | -       | -            | -            | -        | -      |
| D. Lampugnani  | 6        | 0       | 1            | 0            | 7        | 0      |
| A. Madonna     | 25       | 2       | 2            | 0            | 27       | 2      |
| F. Marchegiani | 14       | 2       | -            | -            | 14       | 2      |
| M. Nardecchia  | -        | -       | -            | -            | -        | -      |
| D. Olivares    | -        | -       | -            | -            | -        | -      |
| F. Orsi        | -        | -       | -            | -            | -        | -      |
| G. Pin         | 32       | 2       | 2            | 0            | 34       | 2      |
| K.H. Riedle    | 33       | 9       | 2            | 0            | 35       | 9      |
| G. Saurini     | 11       | 1       | -            | -            | 11       | 1      |
| C. Sclosa      | 30       | 0       | 2            | 0            | 32       | 0      |
| R. Sergio      | 34       | 0       | 2            | 0            | 36       | 0      |
| R. Soldà       | 29       | 0       | 2            | 0            | 31       | 0      |
| R. Sosa        | 33       | 11      | 2            | 1            | 35       | 12     |
| P. Troglio     | 16       | 1       | -            | -            | 16       | 1      |
| C. Vertova     | 4        | 0       | -            | -            | 4        | 0      |